# Heinrich Schröder (Botaniker)
Heinrich Schröder (* 13. November 1873 in Hohenheim; † 8. Dezember 1945 in Tübingen) war ein deutscher Botaniker, Hochschullehrer für Botanik und Rektor der Landwirtschaftlichen Hochschule Hohenheim.

## Leben und Wirken
Schröder studierte und promovierte 1904 zum Dr. phil. an der Universität Bonn, wo er sich 1907 habilitierte und Privatdozent für Botanik und Physiologie der Pflanzen wurde. 1912 nahm er den Ruf auf den Botanik Lehrstuhl an die Universität Kiel und 1922 an die Landwirtschaftliche Hochschule Hohenheim an. In den Jahren 1925–26 und 1931–32 war er Rektor der Hochschule, 1939 wurde er emeritiert.

## Publikationen (Auswahl)
- Hypothesen über die chemischen Vorgänge bei der Kohlensäureassimilation (1917)
- Kohlenhydrate und Kohlenhydratstoffwechsel der Laubblätter (Biochem. Zs. 235, 1931; 259, 1933; Planta 22, 1934)
- Phenolfärbung des Roggenkornes als Sortenmerkmal (Forsch. Landw. 7, 1932)
- Pflanzen als Anzeiger von Mineralien (Naturforsch. 9, 1932)
- Untersuchungen über die morphologischen Merkmale zweier Weizensorten in ihren Beziehungen zueinander und zum Witterungsverlauf (Zs. für Pflanzenzüchtung 17,1932)